# نوده (دشت‌سر)
نوده، روستایی است از توابع بخش دشت‌سر شهرستان آمل در استان مازندران ایران.

اکثر اهالی به شغل کشاورزی و دامداری مشغول هستند ،نوده زادگاه عالم با اخلاق حاج‌سید حسن حسینی میباشد که سرچشمه خدمات فراوانی برای مردم مازندران بوده است

## جمعیت
این روستا در دهستان دشت‌سر شرقی قرار دارد و بر اساس سرشماری مرکز آمار ایران در سال ۱۳۸۵، جمعیت آن ۵۵۴ نفر (۱۵۳خانوار) بوده‌است.